# مريم (تشاراويماق)
مريم (بالفارسية: مریم) هي منطقة سكنية تقع في قسم تشاراويماق الجنوبي الغربي الريفي في إيران. يقدر عدد سكانها بـ 111 نسمة .